# Filozofia starożytna

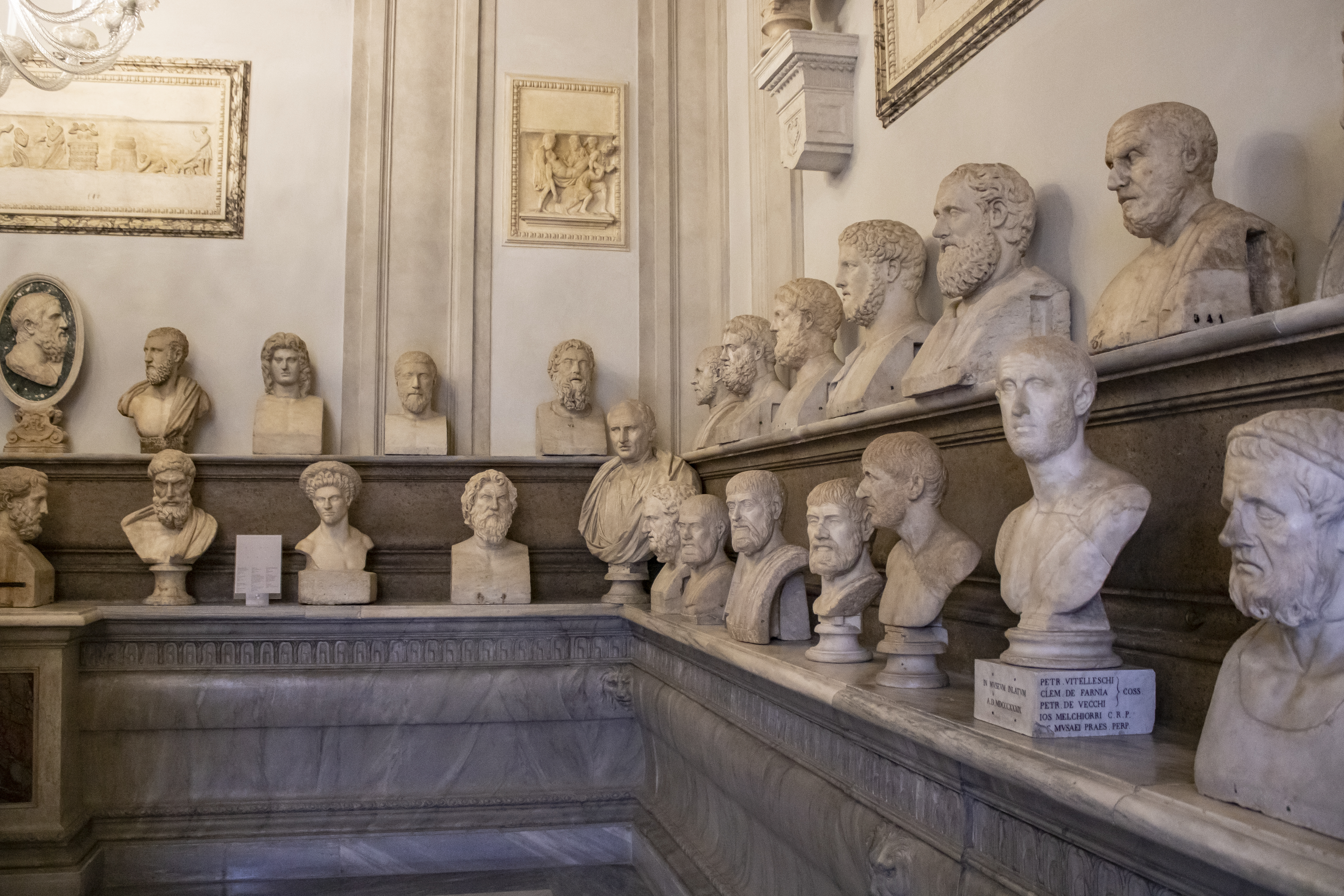
Sala filozofów w Muzeum Kapitolińskim

Filozofia starożytna – dyscyplina ukształtowana w starożytnej Grecji pod koniec VII w. p.n.e., zajmująca się najbardziej fundamentalnymi pytaniami dotyczącymi rzeczywistości, człowieka i myślenia. Racjonalna forma rozważań odróżniała ją od myśli religijnej, mitologicznej i poezji. Z niej rozwinęły się późniejsze formy filozofii, np. filozofia zachodniego średniowiecza, filozofia świata islamu czy filozofia żydowska.

## Charakterystyka
Od swoich początków, filozofia starała się wyjaśnić całość tego co istnieje, czym różnić się miała od dyscyplin szczegółowych, które skupiały się na określonym przedmiocie lub stawiały sobie granice poznawcze. 
Zrozumienie to miało mieć charakter racjonalny i uargumentowany (w oparciu o logos), czym filozofia różniła się zarówno od takich form rozumienia rzeczywistości jak religia czy mitologia, jak i od opinii (doksa) czy wiedzy empirycznej. W starożytności była najwyższym standardem wiedzy naukowej. Jej rezultatem była wiedza pewna i teoretyczna (episteme), w przeciwieństwie do praktycznej wiedzy stosowanej (techne).
Powyższa charakterystyka obecna jest u wielu historyków filozofii. Pierre Hadot wskazał natomiast, że takie pojmowanie filozofii traktuje ją jako pewną akademicką dyscyplinę poznawczą i nie wyczerpuje w całości tego, co starożytni uznawali za filozofię. Hadot wykazał, że dla wielu filozofów filozofia była formą życia, a nauki filozoficzne miały uczyć jak prowadzić dobre życie, poprzez różnego rodzaju ćwiczenia duchowe i fizyczne .

## Źródła i oryginalność myśli greckiej
Filozofia starożytnej Grecji uznawana jest za twór swoisty, wyraźnie odrębny nie tylko od wcześniejszych form myśli religijnej czy mądrościowej, ale także od filozofii Wschodu. Od późnej starożytności funkcjonowała koncepcja, że filozofia grecka wywodzi się z kultur wschodnich. Współcześnie jednak jest ona powszechnie odrzucana i podkreśla się jej swoistość . W innych kulturach starożytnych (egipskiej, Bliskiego Wschodu) nie było podobnej dyscypliny, a wczesne formy pogłębionej refleksji powstałe na Wschodzie (półwysep Indyjski, Chiny) są nazywane filozofią przez pewne podobieństwa, a także późniejsze kontakty. Rzeczą swoistą dla filozofii greckiej była jej zamiar całościowego i głębokiego opisu i zrozumienia rzeczywistości za pomocą rozumu, zdystansowanego wobec religijnych czy mitycznych sposobów wyjaśnienia. 
Na powstanie greckiej filozofii złożyło się wiele czynników, takich jak dynamiczne zmiany społeczne w greckich poleis, rozwój gospodarczy miast greckich, grecka kolonizacja basenu Morza Śródziemnego, kontakty z innymi kulturami . Filozofia czerpała także z wcześniejszych zjawisk kultury, m.in. dzieł Homera i Hezjoda (którzy poprzez swoje kosmogonie próbowali dać mityczne wyjaśnienie porządku wszechświata) czy orfizmu (z jego doktryną wewnętrznego daimona, który jest nieśmiertelny i którego trzeba wyzwolić z cielesnego więzienia). 
Samo słowo "filozofia" (stgr. φιλοσοφία od: stgr. φίλος – „miły, ukochany” i stgr. σοφία – „mądrość”, tłumaczone jako „umiłowanie mądrości”) pojawiło się dopiero w V w. p.n.e. Jego utworzenie tradycyjnie przypisywane jest Pitagorasowi, ale brak jest na to bezpośrednich dowodów.

## Epoki

### Periodyzacja
Wilhelm Windelband w Geschichte der alten Philosophie (1888) podzielił filozofię starożytną na grecką, hellenistyczną i rzymską. Wielu współczesnych autorów wyróżnia :
- filozofię przedsokratejską,
- okres klasyczny, obejmujący działalność Sokratesa, Platona i Arystotelesa, jako głównych przedstawicieli greckiej filozofii,
- okres hellenistyczny,
- okres rzymski.
Osobno wyróżnia się chrześcijańską myśl późnej starożytności oraz starożytną filozofię bizantyńską. 
Giovanni Reale dokonał innego podziału, biorąc pod uwagę główny przedmiot zainteresowań i formy w jakich filozofowano. 
- okres naturalistyczny - głównym przedmiotem zainteresowania była filozofia przyrody,
- okres humanistyczny - schyłek filozofii przyrody, rozwój sofistyki i działalność Sokrates. Zainteresowanie przenosi się na człowieka,
- okres wielkich syntez Platona i Arystotelesa,
- okres szkół hellenistycznych,
- okres religijny.

### Okres przedsokratejski
Refleksja filozoficzna w okresie przedsokratejskim skupiona była na filozofii przyrody i metafizyce. 
Za początek filozofii starożytnej uważa się rozwój tzw. szkoły jońskiej w Jonii na obrzeżach Azji Mniejszej w VII-VI w. p.n.e. Za pierwszego filozofa uważa się Talesa z Miletu, a innymi wybitnymi jej przedstawicielami byli Anaksymander, Anaksymenes czy Heraklit. Głównym problemem dla filozofów jońskich była kosmologia, struktura świata i podstawowa zasada nim rządząca (arché). Poszczególni filozofowie dawali odmienne odpowiedzi na ten problem: Tales z Miletu uważał, że jest nim woda, a jego uczeń Anaksymander, że jest to apeiron (bezkres). Anaksymenes dopatrywał się jej w powietrzu, a Heraklit w ogniu.
W Italii odrębną szkołę założył Pitagoras w VI w. p.n.e. Pitagorejczycy przyjmowali następujące założenia: dusza ludzka istnieje oddzielnie od ciała; po śmierci wędruje i może łączyć się z dowolnym ciałem. Zasadą podstawową świata była zdaniem pitagorejczyków liczba.
Szkoła elejska została założona przez Parmenides. Jego najwybitniejszym uczniem był Zenon z Elei, a po nim Melissos z Samos. Eleaci, np. poprzez sformułowane przez siebie paradoksy (rozumowanie ad absurdum) badali problematykę wielości oraz jedności oraz problem ruchu. 
Sformułowane przez tych filozofów jednostronne ujmowanie bytu próbowali przezwyciężyć pluraliści. Wpływowa była koncepcja Empedoklesa, uczącego, że rzeczywistość jest mieszaniną czterech podstawowych elementów (żywiołów): wody, ognia, ziemi i powietrza. W późniejszym okresie, Arystoteles doda do nich element piąty (kwintesencję): eter. Z kolei atomiści (Leukippos, Demokryt) tłumaczyli wielość rzeczy poprzez istnienie i ruch jednakowych jakościowo, ale różnorodnych geometrycznie atomów.

### Okres klasyczny

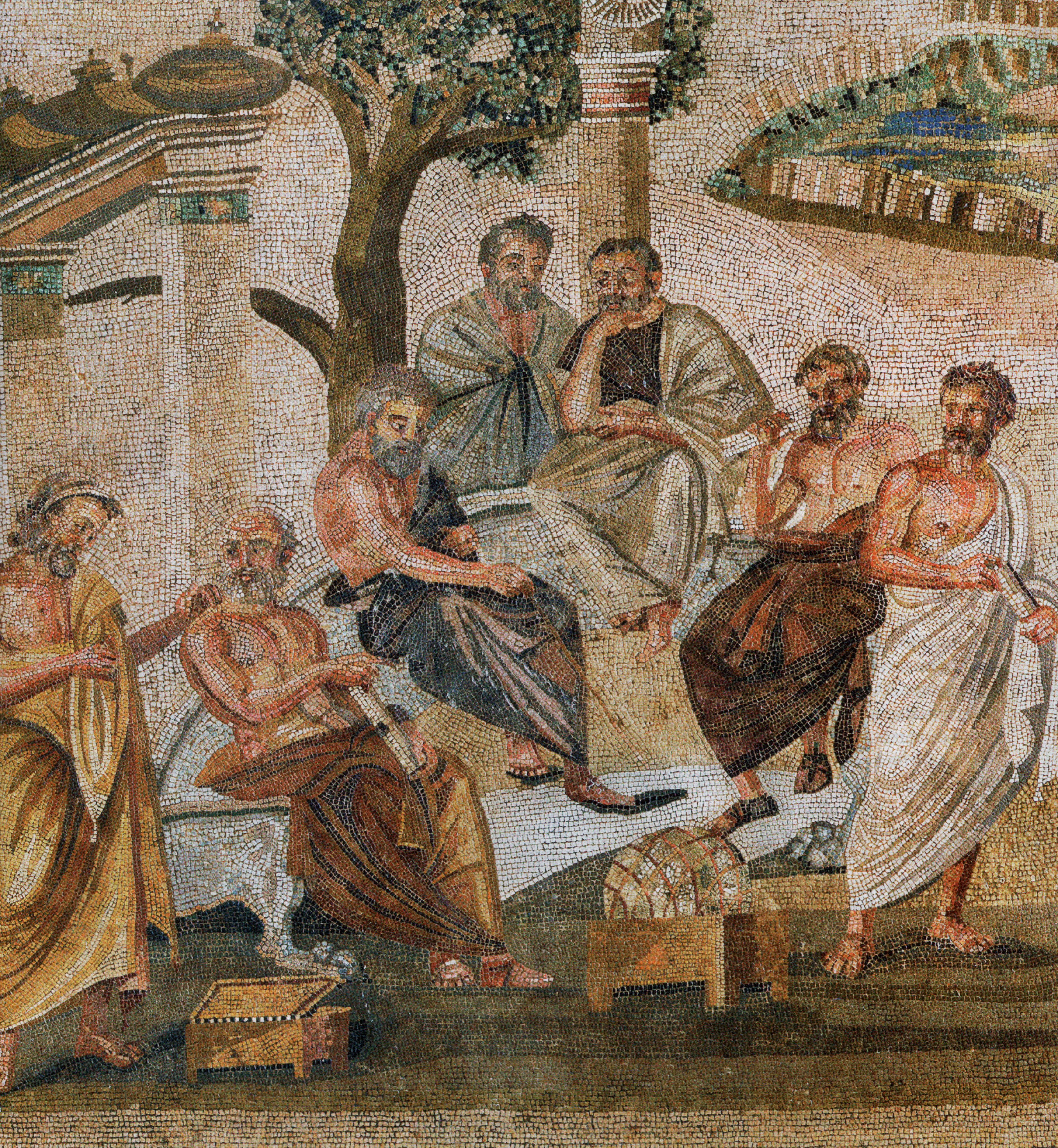
Platońska Akademia, mozaika, Pompeje, I w. n.e.

Nauczanie Sokratesa jest traktowane powszechnie jako moment zwrotny w filozofii starożytnej, która zmieniła swój przedmiot zainteresowania z filozofii przyrody na człowieka. Powstaje etyka.
Działalność Sokratesa poprzedzało powstanie sofistyki. W całej Grecji rozprzestrzenili się wędrowni nauczyciele, którzy za pieniądze uczyli dyskutowania na tematy moralne, polityczne, prawne, literackie czy religijne. Przywiązywali ogromną wagę do retoryki i dialektyki (sztuki argumentacji), a głównym celem takiego nauczania było przekonanie rozmówcy (czy np. zwycięstwo w sprawie sądowej), a nie osiągnięcie prawdy. Ruchliwość sofistów, skłonność do wchodzenia w dyskusje i bronienia rozmaitych poglądów, spowodowały, że nie był to jednolity nurt, któremu można przypisać pewien zestaw poglądów, a raczej wielość jednostek, korzystających z podobnych metod nauczania i dyskusji. Najwybitniejszymi sofistami byli: Protagoras, Gorgiasz, Hippiasz, Antyfont, Sokrates wyrastał z fermentu intelektualnego spowodowanego przez sofistów. 
Sposób nauczania Sokratesa był podobny do tego uprawianego przez sofistów. Prowadził publiczne dyskusje ze swoimi uczniami, osobami publicznymi i innymi filozofami (w szczególności sofistami). W przeciwieństwie jednak do sofistów, przyświecały mu cele filozoficzne, w szczególności osiągnięcie wiedzy prawdziwej (episteme), zamiast skutecznej praktycznie doksy. Osiągnięcie jej możliwe było poprzez dyskusję i stosowanie metod sokratycznych, pozwalających systematycznie odrzucić błędne mniemania. Sokrates jest też uznawany za ojca etyki jako odrębnej dyscypliny filozoficznej. Skupienie się przez niego na życiu człowieka i jego cnotach jako warunku dobrego życia pogłębiło problematykę moralną (poruszaną już wcześniej) i oparło na nowych podstawach. Ogromny wpływ na licznych uczniów i na pokolenia potomnych miał też sposób życia Sokratesa (a także jego śmierć w wyniku procesu o bezbożność), uważanego do dzisiaj za wzorzec filozofa.
Wielu uczniów Sokratesa zostało filozofami. Część z nich (zwana sokratykami mniejszymi) rozpoczęła własne nauczanie, bardzo różniąc się w swoich poglądach. Najwybitniejszym uczniem Sokratesa był Platon, który stworzył rozbudowany system filozoficzny, własną szkołę (Akademię) oraz zapoczątkował jeden z najbardziej wpływowych nurtów filozoficznych w historii (platonizm). Filozofia Platona określana jest najczęściej jako forma idealizmu, w którym świat materialny jest jedynie odbiciem realnie istniejących idei (alegoria jaskini platońskiej). Głęboko metafizyczne spojrzenie na rzeczywistość, wpisanie w nią człowieka, różnorodność poruszanych przez Platona problemów i przedstawienie ich w atrakcyjnej formie dialogów przesądziły o ogromnym wpływie Platona na późniejszą filozofię.
Uczniem Platona był Arystoteles, który podobnie jak jego nauczyciel, był autorem rozbudowanego systemu filozoficznego, opartego na zupełnie innych podstawach i (w zamiarze) organizującego całokształt ówczesnej wiedzy. Arystoteles stworzył też konkurencyjną szkołę filozoficzną (Liceum) oraz zapoczątkował nurt nazywany arystotelizmem.

### Filozofia hellenistyczna

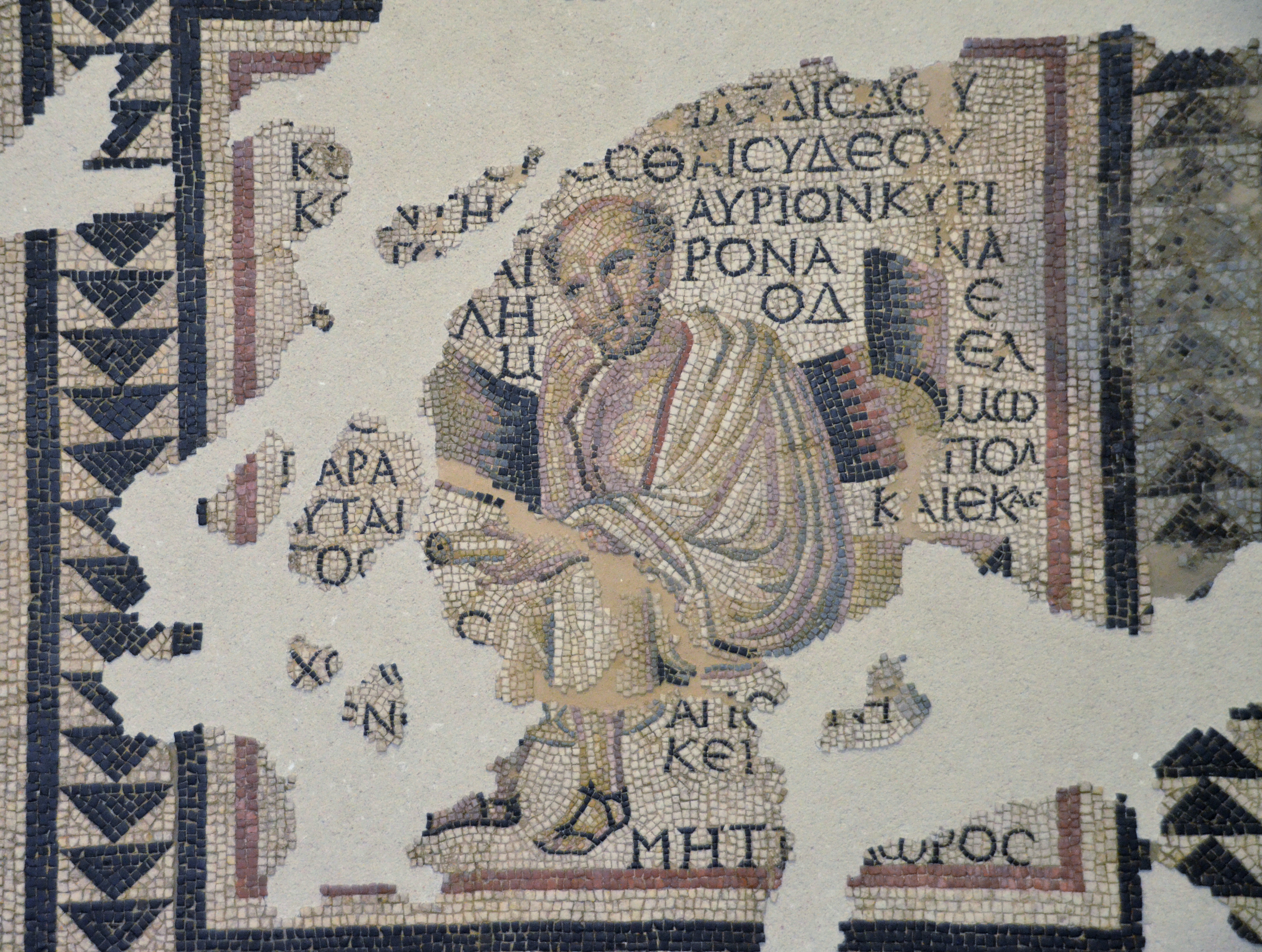
Metrodoros z Lampsakos, filozof epikurejski. Mozaika z Autun, II/III w. n.e.

W epoce hellenistycznej doszło do upadku świata greckich poleis, podbitych przez Macedonię, a wraz z tym do głębokiego kryzysu wartości i obrazu świata (transformacja kultury helleńskiej w hellenistyczną). Platonizm i arystotelizm straciły na znaczeniu, odeszły od nauk swoich twórców, a związane z nimi treści metafizyczne uległy zapomnieniu. W IV w. p.n.e. doszło do ukształtowania się nowych nurtów filozoficznych: epikureizmu, sceptycyzmu i stoicyzmu, często łączonych w różne formy eklektyzmu, jednak zachowujących odrębność i żywotność przez kolejne stulecia. Nurty te wracały do materialistycznej metafizyki wczesnych filozofów, kładąc jednak nacisk na rozbudowanie własnych systemów etycznych.

### Filozofia starożytnego Rzymu

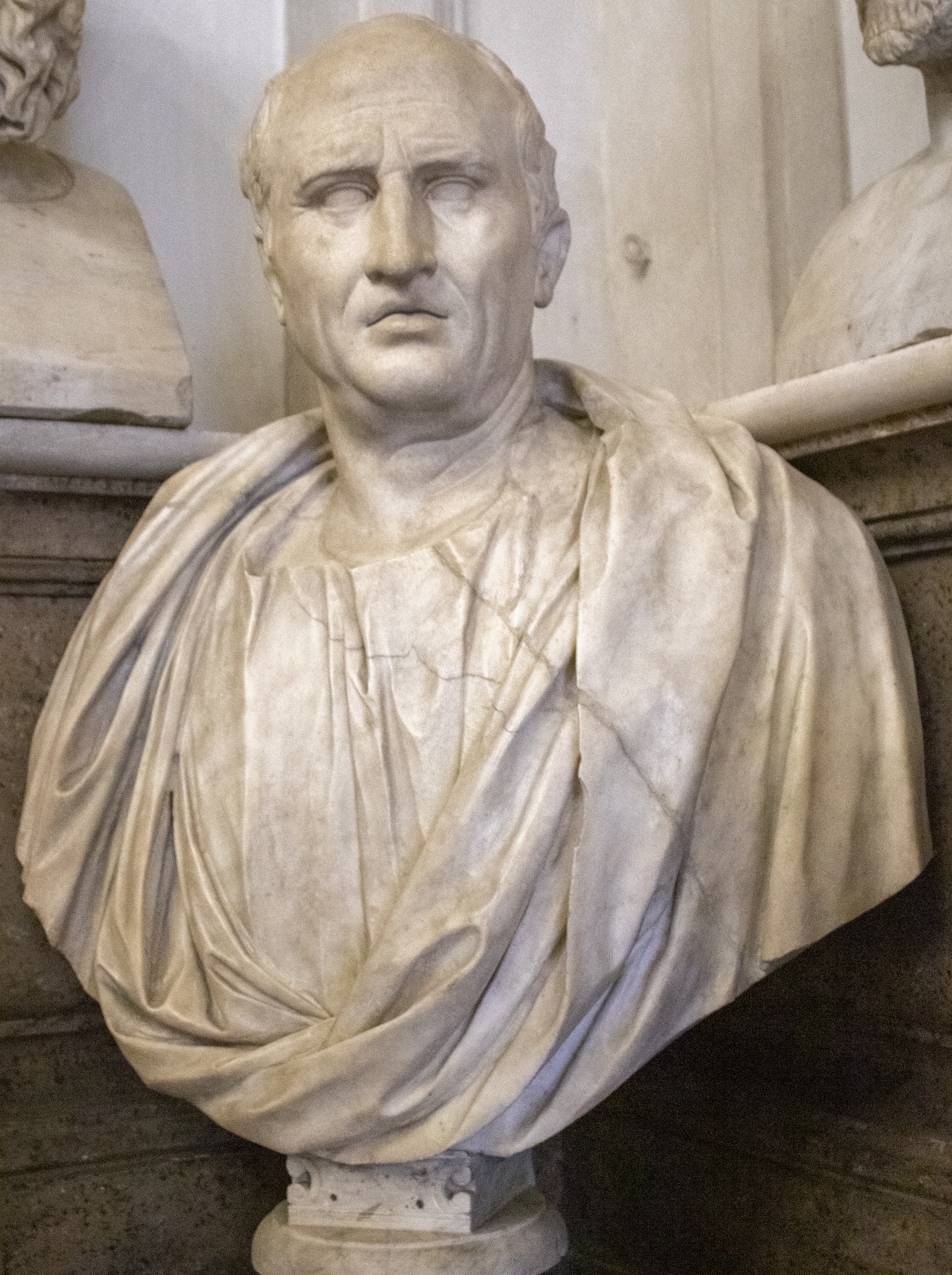
Popiersie Cycerona, artysta nieznany, marmur, I w. p.n.e., Muzeum Kapitolińskie

Filozofia rzymska była mało oryginalna. Wykształcenie filozoficzne Rzymianie zdobywali w Grecji, która nadal uważana była za centrum kultury wysokiej. W cesarstwie rzymskim swoją działalność kontynuowały szkoły hellenistyczne, popularny był też eklektyzm (m.in. Cycerona). W okresie dominatu coraz ważniejszą rolę zaczęły odgrywać w filozofii religia i mistycyzm. Odwołując się do nich, rozwinął się odrodzony platonizm, znajdujący najpełniejszy wyraz z dziełach Plotyna. 
Wczesne chrześcijaństwo było początkowo wrogo nastawione do filozofii (która traktowało jako pustą mądrość pogańską, bez znaczenia dla zbawienia duszy). Od III w.n.e. chrześcijańscy myśliciele wchodzą w dialog z myślą starożytną, którego zwieńczeniem będzie filozofia Augustyna z Hippony .

### Filozofia bizantyńska
Początek filozofii bizantyńskiej datuje się na rok 330 (założenie Konstantynopola), 395 (podział Cesarstwa na Wschodnie i Zachodnie) lub 527 (datę wstąpienia na tron cesarza Justyniana I). Ta tradycja filozoficzna przetrwała koniec starożytności (upadek cesarstwa zachodniorzymskiego w roku 476 n.e.) i była kontynuowana w średniowieczu. Tym co oddziela starożytny i średniowieczny okres filozofii bizantyńskiej jest zamknięcie Akademii Platońskiej w 529 r. n.e. W okresie starożytnym szkoły filozofii starożytnej są nadal aktywne, choć ich postępujący upadek jest widoczny wraz z postępującą dominacją filozofii chrześcijańskiej,

## Filozofia, religia i mit
Często wskazuje się, że filozofia powstała jako próba wyjaśnienia świata, odrzucająca religię czy mit. Na tej podstawie odróżnia się myślenie przedfilozoficzne od właściwej filozofii. Filozofia wyrastała z wcześniejszych tradycji kulturowych (jak orfizm, dzieła Homera i Hezjoda), a filozofowie przedsokratejscy (Tales z Miletu) używali często słownictwa religijnego dla wyrażania swoich idei, traktując bogów jako pewne spersonifikowane siły naturalne czy aspekty człowieka. 
Filozofia jednak, od swoich początków była krytyczna wobec greckiej religii publicznej, oraz mitów jako opowieściach o bogach i herosach. Starała się wobec nich dystansować i dokonywać racjonalnej oceny. Filozoficzny logos był przeciwstawiany mitom, jako czysto fikcyjnym opowieściom. Powszechne wśród historyków filozofii od XVIII w. traktowanie jednak filozofii jako jednoznacznie wyższej czy bardziej racjonalnej formy poznania w porównaniu z prymitywniejszymi, irracjonalnymi mitami, jest jednak zbyt dużym uproszczeniem. Filozofowie często krytykowali mity za fałszywy obraz rzeczywistości, oraz szkodliwe wartości i postawy jaki prezentują, jednak ich stosunek do nich był zróżnicowany. Nawet Platon, od którego pochodzi szeroko znana krytyka mitologii, korzystał z mitu jako gatunku literackiego, tworząc własne mity platońskie, jako metaforyczne wyrażenie głębokich prawd o rzeczywistości. 
Podobnie złożone relacje panowały między religią i filozofią. Filozofowie byli też niejednokrotnie oskarżani o podważanie tradycyjnych kultów religijnych (np. procesy o bezbożność Sokratesa, a także Anaksagorasa, Protagorasa, Diagorasa). Wielu filozofów wprost kwestionowało istnienie bogów (Prodikos z Keos, Teodor z Cyreny, Kritias, Euhemera, Protagoras - ten ostatni był raczej agnostykiem).
Późniejsi filozofowie wprowadzali w swoich naukach różne filozoficzne koncepcje boskości, odmienne od publicznej religii Greków (demiurg i idea "Jednego" u Platona). Od końca III w. można zaobserwować rosnący wpływ religii wschodnich oraz tradycji ezoterycznych (jak hermetyzm) na filozofię. Nowe kultu religijne rozwijały się w Imperium Rzymskim, odpowiadając na zmiany w potrzebach duchowych ludzi i skostniałość urzędowych kultów religijnych. Najbardziej znaczącym wyrazem zbliżenia religijności i filozofii był neoplatonizm Plotyna .
Wyzwaniem wobec filozofii było też rosnące w siłę chrześcijaństwo. Początkowo myśliciele chrześcijańscy byli wrodzy filozofii, jako pogańskiej mądrości, powstałej niezależnie od objawienia. Tacy autorzy jak Tertulian doceniali jej siłę argumentacyjną i bogaty dorobek, jednak odrzucali ją jako mądrość pozorną, przedkładając nad rozum wiarę. Stopniowo dochodziło jednak do łączenia perspektyw, syntezy myśli, której wynikiem była nowa filozofia chrześcijańska, prezentująca i uzasadniająca chrześcijańskie treści, w formie charakterystycznej dla filozofii . Najwybitniejszą taką syntezą myśli chrześcijańskiej i filozofii byłą filozofia Augustyna z Hippony. W 529 r. n.e. cesarz Justynian zakazał poganom sprawować urzędy i prowadzić nauczanie, co zakończyło dzieje niechrześcijańskiej filozofii starożytnej. Pewne wątki kontynuowane były w formie chrześcijańskiej przez filozofów bizantyjskich.

## Nurty
Od V w. p.n.e. filozofowie grupowali się wokół wybitnych postaci, nazywając ten krąg od najważniejszego filozofa (pitagorejczycy, heraklitejczycy, parmenidejczycy itd.). Jest rzeczą trudną do ustalenia, jaki był status tego najważniejszego filozofa i jaka była wewnętrzna struktura takiej grupy. Trudno też często ustalić, czy dana grupa była rzeczywiście "szkołą filozoficzną", czy też jest to grupa osób jedynie zbliżonych do siebie. Jedną z ważnych grup tego pierwszego okresu byli sokratycy, przywiązani do Sokratesa i jego metod filozofowania, ale bardzo różni w uznawanych doktrynach. Spośród tego grona wywodzą się szkoły sokratyków mniejszych (cyników, cyrenaików, megarejczyków, dialektyków) oraz Platon, twórca pierwszej prawdziwej szkoły (jako instytucji) i nurtu, który przetrwał stulecia. 

### Platonizm
Platon był najwybitniejszym uczniem Sokratesa, autorem złożonego systemu filozoficznego ujętego w formie dialogów. W formie dialogicznej rozpatrywane są w nich różnorodne zagadnienia metafizyczne i etyczne. Filozofia Platona określana jest jako idealizm metafizyczny. Realny status mają w nim idee, natomiast postrzegany świat materialny jest ich dalekim odbiciem. Filozofia jest drogą powrotną ludzkiej duszy od świata ułudy, do świata prawdziwego (alegoria jaskini). 
W 387 r. p.n.e. Platon założył własną szkołę - Akademię, w której zgromadził uczniów i która miała rozwijać jego filozofię po jego śmierci. Wiadomo, że w późniejszym okresie szkoła dysponowała własną biblioteką (nie wiemy, czy jej utworzenie zlecił sam Platon). Akademia podupadała, była niszczona i odnawiana. W tym okresie kilkakrotnie zmieniała się treść i akcenty w prowadzonym w niej nauczaniu.
Po śmierci Platona, zabrakło wśród jego uczniów wybitnej postaci, która miałaby jego charyzmę, potrafiłaby kierować szkołą i, rozwijać ze zrozumieniem filozofię mistrza. Filozofia Platona uległa spłyceniu, wiele jej treści wypaczono lub zapomniano. Uczniowie rozpadli się na skłócone frakcje proponujące własne interpretacje platonizmu. W III w. p.n.e. platonizm w Akademii podlegał wpływom sceptyckim (akademizm Arkezylaosa, a w II w. (Filon z Laryssy) uległ eklektyzacji. Rola Akademii stopniowo malała, jednak działała ona przez kolejne stulecia. Jej ostateczne zamknięcie przez cesarza Justyniana w 529 r.n.e. jest jedną z umownych dat końca starożytności.
Platonizm rozkwitł poza Atenami, pozostając jednym z najważniejszych nurtów filozoficznych. W I w. p.n.e. w Aleksandrii rozwinął się medioplatonizm, który na nowo podjął metafizyczne wątki filozofii Platona. Od II w.n.e. rozwinął się neoplatonizm, którego głównym przedstawicielem jest Plotyn i który był najbardziej charakterystycznym nurtem filozofii późnej starożytności.Jako taki, stanowił ważny punkt odniesienia, krytyki i inspiracji dla myślicieli patrystycznych i późniejszej filozofii i teologii chrześcijańśkiej.

### Arystotelizm
Twórcą Arystotelizmu był Arystoteles ze Stagiry. Był uczniem Platona w jego Akademii, ale odszedł z niej, i ok. 335-334 r. p.n.e. założył własną szkołę: Lykeion. Szkoła ta od początku dysponowała własną biblioteką i jednym z jej zadań były szerokie, systematyczne badania oraz gromadzenie całej dostępnej wiedzy i dzieł innych filozofów. Od sposobu prowadzenia dyskusji podczas spacerowania zwolenników arystotelizmu nazywano perypatetykami, a szkołę Perypatem. 
Filozofia Arystotelesa była kompletnym systemem filozoficznym, syntetyzującym wiedzę z obszaru logiki, retoryki, metafizyki, etyki, polityki i filozofii przyrody. Jej wpływ na rozwój starożytnej i zachodniej umysłowości był ogromny. W potocznych ujęciach, filozofia Arystotelesa przeciwstawiana była Platońskiemu idealizmowi. Wskazuje się na jej bardziej naturalistyczny i empiryczny charakter, o czym świadczyć mają liczne pisma przyrodnicze Stagiryty, będące podstawą nauk aż do czasów nowożytnych. Pogląd taki jest jednak zbytnim uproszczeniem, a w filozofii Arystotelesa bardzo dużą rolę odgrywały kwestie logiczne i metafizyczne. 

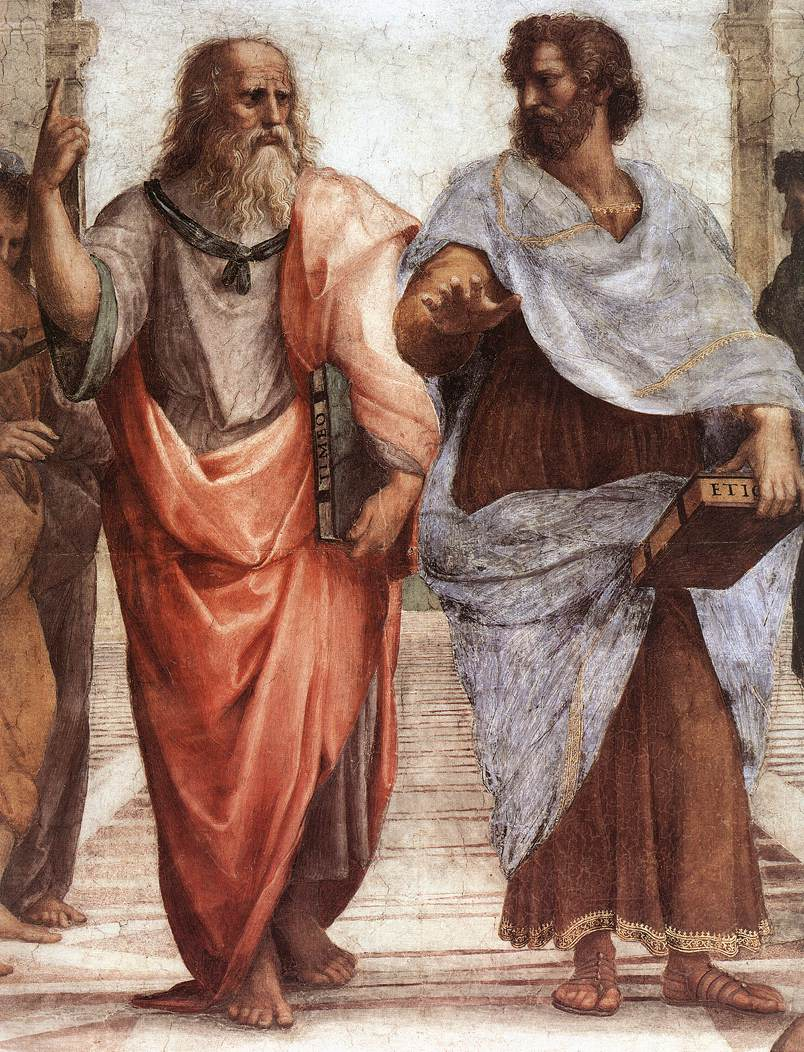
Portret imaginacyjny Platona i Arystotelesa obrazujący odmienność ich systemów filozoficznych (tak jak wyobrażano ją sobie w renesansie). Platon wskazuje palcem niebo, a w ręce trzyma Timajosa - dialog kosmologiczno-metafizyczny. Arystoteles pokazuje dłonią ziemię, a w ręku trzyma Etykę. (Fragment Szkoły Ateńskiej Rafaela, fresk w Pałacu Apostolskim, 1509-1511.

Pierwszym dyrektorem szkoły po śmierci Arystotelesa został Teofrast z Eresos, Był on postacią znaczącą, starającą się kontynuować badania wytyczone przez mistrza, w zaproponowany przez niego, usystematyzowany sposób. Już jednak za kolejnego dyrektora, Stratona z Lampsaku szkoła skoncentrowała się na empirycznej stronie filozofii Arystotelesa. Metafizyczne 
i spekulatywne utwory Stagiryty (tzw. teksty ezoteryczne) wskutek zbiegu okoliczności, zostały wywiezione poza szkołę i przez kolejne dwa stulecia (przez całą epokę hellenistyczną) były niedostępne uczniom Liceum, tematyka ta uległa wśród nich zapomnieniu, a sama szkoła podupadła. 
Odnowienie arystotelizmu wiązało się z ponownym odkryciem pism ezoterycznych, uporządkowaniem ich i publikacją przez Andronikosa z Rodos
. To ta edycja ustaliła znany do dziś porządek i podział Corpus Aristotelicum. 
Zainteresowanie pismami Arystotelesa powróciło po raz kolejny w późnej starożytności. Pojawili się wielcy komentatorzy (np. Aleksander z Afrodyzji). W VI w. Boecjusz przetłumaczył Organon na łacinę. Dzieło to stało się jednym z najważniejszych tekstów filozoficznych średniowiecza. Wraz kolejnymi pracami Arystotelesa, przekazanymi poprzez uczonych żydowskich, muzułmańskich i bizantyńskich, schrystianizowany arystotelizm stał się podstawą filozofii średniowiecznej

### Epikureizm
Epikur nauczał w IV w. p.n.e., najpierw w Kolofonie, Mitylenie i Lampsaku, by pod koniec stulecia osiąść w Atenach, gdzie założył swoją szkołę, nazywaną też Ogrodem. Od początku jego filozofia tworzona była w opozycji do platonizmu i arystotelizmu (które w jego epoce zbliżyły się do siebie). Była to filozofia materialistyczna, oparta na atomizmie, kładąca duży nacisk na problematykę etyczną, przede wszystkim na dbałość o życie wewnętrzne (zdrowie duszy). Etyka epikurejska była etyką jednostek, samodzielnie poszukujących cnoty (a nie jak we wcześniejszych etykach, jednostki zakorzenionej w polis). Celem życia jest szczęście rozumiane jako odczuwanie przyjemności i brak cierpienia, które jednak najpełniej można osiągnąć poprzez samokontrolę i samoograniczenie (ideały askesis i autarkii).
Epikureizm miał tendencje do upodobniania się do religii. Nauki samego Epikura traktowane były bardzo dogmatycznie, jako ucieleśnienie prawdy i wiecznie obowiązujący wzorzec. Przekazywane były jak święte księgi. Z tego powodu epikureizm nie uległ ewolucji na podobieństwo innych szkół starożytnych. W I w. p.n.e. epikurejczycy zaczęli nauczać w Rzymie, co zaowocowało poematem filozoficznym De rerum natura Lukrecjusza.

### Stoicyzm
Stoicyzm został założony w IV w. p.n.e. w Atenach, przez Zenona z Kition. Zenon nie był obywatelem ateńskim, nie mógł więc nabywać w mieście budynków. Dlatego nauczał w portyku wymalowanym przez malarza Polignota. Od tego portyku (gr. stoa) wzięła się nazwa tej szkoły, która stała się najważniejszą szkołą epoki hellenistycznej, przechodzącą przez kilka faz rozwojowych.
- stara szkoła stoicka (koniec IV-III w. p.n.e.) – powstanie i systematyzacja podstaw stoicyzmu przez Zenona, Kleantesa i Chryzypa;
- średnia szkoła stoicka (II-I w. p.n.e.) - włączenie do nauk elementów eklektycznych,
- nowa (rzymska) szkoła stoicka – skupienie się na kwestiach etycznych i wzbogacanie ich o elementy religijne.

Stoicy w istotny sposób rozwinęli problematykę logiczną. Ich fizyka była materialistyczna, lecz odwrotnie do epikurejczyków, nie widzieli w rzeczywistości zbioru atomów, lecz całość, w której zasada bierna (materia) i czynna (Bóg) są wzajemnie przeniknięte i nadają dynamikę rzeczywistości. Miała ona charakter celowy i deterministyczny. Stopniowo, w nauczaniu stoików na pierwsze miejsce zaczęła się wysuwać etyka. Podobnie jak w innych szkołach epoki hellenistycznej, celem było szczęście osiągalne dzięki cnocie. Podstawowym pojęciem był tu jednak rozum (logos), który pozwalał oceniać, co jest zgodne z naturą (a tym samym dobre), a co jest obojętne lub złe. Drogą do osiągnięcia szczęścia była apatheia - niewrażliwość na namiętności i przeciwności losu. Te twierdzenia uległy w późniejszym rozwoju stoicyzmu istotnym modyfikacjom, np. Panajtios i Posejdonios z Rodos (mediostoicy) wskazali, że cnota nie jest wystarczającym warunkiem osiągnięcia szczęścia. Pogłębiono także psychologię, początkowo bardzo uproszczoną i sprowadzoną do elementów rozumnych duszy.

### Sceptycyzm
W końcu IV wieku p.n.e., prawie równocześnie ze stoicyzmem i epikureizmem, powstaje w greckiej filozofii kierunek, który otrzymał nazwę sceptycyzmu. Starożytny sceptycyzm rozpoczął się od nauczania Pirrona w Elidzie, ok. 323 r. p.n.e. Był szkołą bardzo wpływową, która poprzez swoje krytyczne argumenty odcisnęła piętno również na innych nurtach filozofii starożytnej. Pirron brał udział w wyprawie Aleksandra Macedońskiego do Indii, gdzie zetknął się z gymnosofistami. Ich nauki o niepoznawalności świata wraz z doświadczeniem postępującego upadku świata greckich poleis i związanych z nim porządkiem wartości doprowadziły go do sformułowania doktryny sceptycznej. Sceptycy krytykowali rozbudowane systemy filozoficzne pozostałych szkół, ich mocne tezy ontologiczne i ambicje poznawcze. Celem jest mądrość praktyczna, pozwalająca wieść szczęśliwe życie polegające na wycofaniu, powstrzymywaniu się od wydawania sądów, nieuleganiu wzruszeniom, przyjęciu postawy obojętności. Sceptycyzm rozpowszechnił się także poza uczniami Pirrona. W III w. p.n.e. doszło do połączenia wątków sceptyckich i platońskich w nauczaniu akademika Arkezylaos
Zainteresowanie sceptycyzmem odnowiło się w I w. p.n.e. Działalność sceptyków była ściśle powiązana z empiryczną medycyną. Sceptycy zajmowali się m.in. metodologią badania fenomenów (zjawisk obserwowalnych), wnioskowania na ich podstawie i poszukiwania przyczyn. Unikali dogmatycznych konstrukcji, rozbudowanych systemów filozoficznych, spekulacji, na rzecz ścisłej obserwacji czy zwykłego (nieteoretycznego) życia. Najwybitniejszym przedstawicielem późnego sceptycyzmu był Sekstus Empiryk.

## Źródła

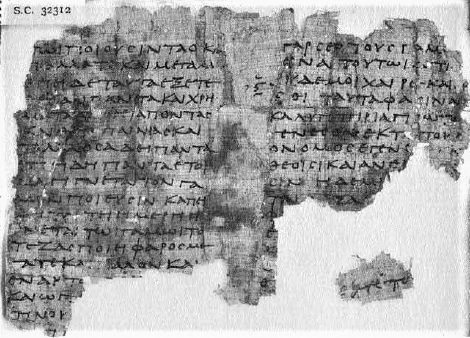
Zachowany fragment Heptamychos, dzieła Ferekydesa z Syros (VI w. p.n.e.). Oprócz niego znane są jedynie nieliczne przekazy pośrednie na temat tego autora. (Papirus Grenfella-Hunta, MS Gr. class. f.48 [P])

U swoich początków filozofia opierała się na przekazie ustnym. Również wielu późniejszych filozofów nie spisywało swoich nauk (np. Sokrates,, Pirron z Elidy, prawdopodobnie Tales z Miletu, Pitagoras. Ich poglądy znane są z przekazów pośrednich (np. relacji uczniów, komentatorów czy przeciwników), czasem spisanych długo po ich śmierci. Większość dzieł starożytnych nie dotarła do naszych czasów lub jest mocno fragmentaryczna (w szczególności pisma filozofów przed Platonem). Dlatego też rekonstrukcje ich poglądów trzeba traktować krytycznie, wiele jest też kwestii otwartych na różne interpretacje (np. tzw. kwestia sokratejska dotycząca rzeczywistych poglądów Sokratesa) . 
Wielu filozofów starożytnych uważało, że filozofia nie jest wiedzą, którą można łatwo przekazywać każdej osobie, lecz wymaga długiego przygotowania i wprowadzenia przez mistrza. Uważano również, że wiedza zbyt szybko zdobyta przez nieprzygotowany umysł może być błędnie zrozumiana, strywializowana lub być nawet niebezpieczna, zarówno dla samego ucznia, jak i dla społeczeństwa . 
Stąd wielu filozofów miało dwa rodzaje nauk: 
- egzoteryczne - przeznaczone dla ogółu lub dla nieprzygotowanych uczniów,
- ezoteryczne - przeznaczone dla wąskiego grona wtajemniczonych.

To nauczanie ezoteryczne było traktowane jako prawdziwa filozofia, a nauczanie egzoteryczne było jedynie przygotowaniem dla niej. Platońskie nauki ezoteryczne miały charakter ustny i w związku z tym, się nie zachowały. Tzw. tajemna nauka Platona znana jest jedynie z rekonstrukcji.
Z kolei Arystoteles spisywał zarówno nauki egzoteryczne (przeznaczone dla szerokiego ogółu), jak i ezoteryczne (przeznaczone dla uczniów jego Liceum). To właśnie teksty ezoteryczne, uznawane za ważniejsze, się zachowały, natomiast prawie wszystkie pisma egzoteryczne (m.in. dialogów, listów) zaginęły.
Źródła pozwalające na rekonstrukcję myśli filozofów można podzielić na trzy grupy:
- teksty zachowane w całości lub fragmentach, jako samodzielne dzieła,
- fragmenty tekstów umieszczone w innych tekstach, np. w postaci argumentów wspierających pogląd autora, lub jako stanowisko przez niego zwalczane. Są to fragmenty wyrwane z kontekstu, często bardzo szczątkowe, nie dające pełnego obrazu myśli danego filozofa,
- świadectwa doksograficzne - syntetyczne omówienie poglądów danej szkoły czy filozofa.

Najważniejszym źródłem doksograficznym są Żywoty i poglądy sławnych filozofów Diogenesa Laertiosa (III w. n.e.). Najbardziej szczątkowe przekazy dotyczą filozofów przedsokratejskich. Fragmenty ich pism zebrane zostały przez Hermanna Dielsa w pracach: Doxographi Graeci (1879), Poetarum Philosophorum Fragmenta (1901) oraz Die Fragmente der Vorsokratiker (1903), później rozszerzone i poprawione przez Walthera Kranza (ostateczna wersja, wyd. 6: 1951-1952), znane w skrócie jako "Diels-Kranz".

## Gatunki literackie
Twórczość filozoficzna uprawiana była w różnych gatunkach literackich. Część z nich była specyficzna dla tego okresu, część natomiast znalazła kontynuację w piśmiennictwie kolejnych epok.
Do najpopularniejszych gatunków należały:
- Dialog - gatunek wysoko ceniony, ponieważ oddawał naturalną rozmowę i argumentację, a więc sposób w jaki uprawiana była filozofia. Dialog pozwalał również pokazać, w jaki sposób zbijać kontrargumenty przeciwników, oraz jak prowadzić profanów ku mądrości[69]. Dzięki dialogowi, argumentacja filozoficzna mogła być ujęta w wysokiej formie literackiej, łącząc argumentację (dialektykę) z retoryką. Najwyższą formę dialogi osiągnęły w twórczości Platona[76]
- Traktat filozoficzny (naukowy) - w epoce hellenistycznej, Epikur i Zenon odrzucili dialog jako gatunek zbyt zbliżony do poezji, a tym samym oddalający się od prawdy. Gatunkiem preferowanym przez nich stał się pisany prozą traktat, który miał jasno i rzeczowo wykładać nauki filozoficzne[77]. Traktaty były literaturą naukową. Porządkowano w nim terminologię, referowano poglądy, wykładano argumenty[78]. Traktaty porządkowały wykład pod kątem tematów (a nie jak w doksografiach czy dialogach, ze względu na występujące w nich osoby).

Inne gatunki miały mniejsze znaczenie i, choć popularne, nie osiągnęły wysokiego poziomu rozwoju. Szczególnie liczne były gatunki omawiające poglądy czy biografie innych filozofów czy ich znaczące teksty. 
- Wprowadzenie (protreptyk) - dzieła mające wprowadzić w tematykę filozoficzną osoby do tego nieprzygotowane (np. Napomnienia Seneki). Czasami propretyki pisane były w formie dialogicznej (np. Hortensjusz Cycerona)[79]
- Katechizm - dzieło wykładające treści filozoficzne w zwięzłych i uporządkowanych formułach, dających całościowy obraz doktryny. Najsłynniejszym jest katechizm Epikura[79]
- Zbiory anegdot - zbiór krótkich wypowiedzi, anegdot, konceptów, związanych ze sławnymi filozofami,
- Biografia filozofa - biografie najsławniejszych filozofów (Sokretesa, Platona, Pitagorasa), prezentujących ich życie i poglądy jako wzorzec[35].
- Doksografie - gatunek w którym referowano poglądy filozofów, czasami w formie omówienia i streszczenia, czasami cytując fragmenty. Doksografie stanowią ważne źródło, dzięki któremu przetrwała wiedza o wielu filozofach[80].
- List naukowy (filozoficzny) - omawiający pewien problem, adresowany do konkretnej osoby, z którą filozof dyskutował lub na którą chciał wywrzeć wpływ. Np. obfita korespondencja Epikura[35],
- komentarz - gatunek ukształtowany w późnej starożytności, omawiający szczegółowo autorytatywne dzieło[81].

Przykładami innych gatunków literackich są np. sukcesje filozofów (np. autorstwa Sotiona), biografie szkół filozoficznych (żadna w pełni nie zachowała się do naszych czasów, znamy je z odwołań np. u Diogenesa Laertiosa)